# Nyssodectes veracruzi
Nyssodectes veracruzi är en skalbaggsart som beskrevs av Dillon 1955. Nyssodectes veracruzi ingår i släktet Nyssodectes och familjen långhorningar. Inga underarter finns listade i Catalogue of Life.